# Shoei
Shoei Co., Ltd (jap. 株式会社; Kabušikigaiša-šōei) je japonsko podjetje, ki proizvaja čelade za motoriste. Čelade razvijajo in proizvajajo na Japonskem,  prodajajo pa jih po celem svetu.